# Stratus
Stratus o estrato (abreviado St), del latín ‘extendida’, ‘ensanchada’, es una nube caracterizada por capas horizontales con una base uniforme, en oposición a las nubes convectivas que son tan altas como anchas (los cúmulos).

## Apariencia
Más específicamente, el término se usa para describir nubes chatas, sin formas, de baja altitud (por debajo de 2,4 km), siendo de color gris negruzco hasta blanquecinas. Estas nubes son esencialmente niebla por encima del nivel 0, formadas tanto por nieblas ascendentes o cuando aire frío se mueve a bajas altitudes sobre una región.

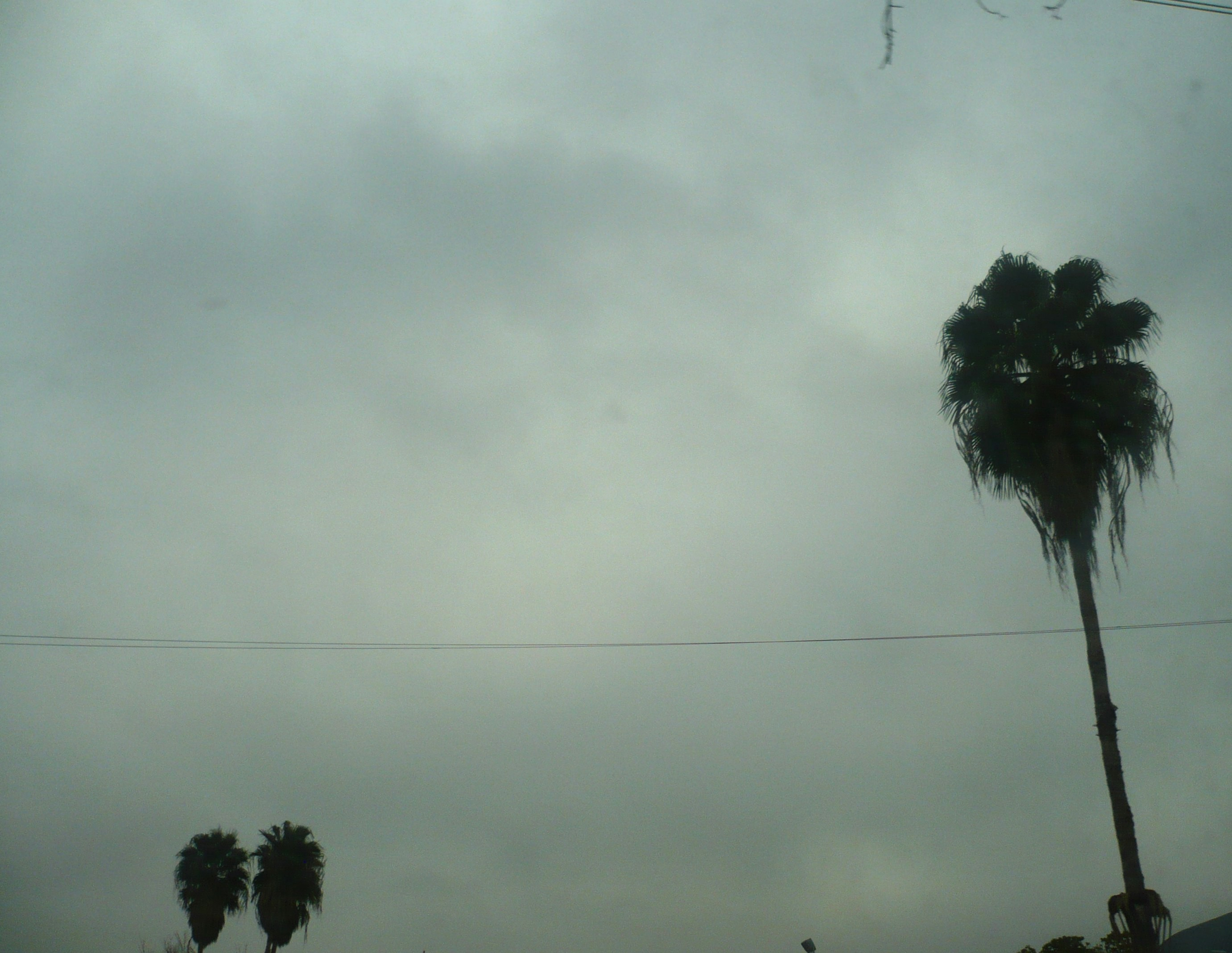
Stratus nebulosus con stratus fractus, signo de fuertes vientos que están desprendiendo partes de la nube

## Tiempo al que se asocian
Estas nubes suelen dar precipitación, transformándose, si están suficientemente bajas en altitud, en neblina, niebla, o en llovizna.
Las formaciones de estratos vienen acompañados de precipitación con nimboestratos. Esas formaciones a altas altitudes de estratos incluyen a altoestratos y cirrostratos.